# Frederick Carlton Weyand
Frederick Carlton Weyand (15 tháng 9 năm 1916 - 10 tháng 2 năm 2010)  là một vị tướng trong Quân đội Hoa Kỳ. Weyand là chỉ huy cuối cùng của các hoạt động quân sự của Hoa Kỳ trong Chiến tranh Việt Nam từ năm 1972 đến năm 1973, và từng là Tham mưu trưởng thứ 28 của Quân đội Hoa Kỳ từ năm 1974 đến 1976.